# Lecanora pseudargentata
Lecanora pseudargentata är en lavart som beskrevs av Helge Thorsten Lumbsch. 
Lecanora pseudargentata ingår i släktet Lecanora och familjen Lecanoraceae. Inga underarter finns listade i Catalogue of Life.